# Robert Howe
Robert Howe (Sydney, 3 de agosto de 1925 – Santa Ana, 30 de novembro de 2004) foi um tenista australiano. 

## Resultados
Seus principais sucessos foram alcançados na competição de duplas. Ele ganhou quatro títulos de Grand Slam de duplas mistas, incluindo o campeonato de duplas mistas de Wimbledon em 1958.